# Carmen Melis
Carmen Melis   (Càller, 16 d'agost de 1885 - Longone al Segrino, 19 de desembre de 1967) fou una soprano operística italiana que va tenir una gran carrera internacional durant les quatre primeres dècades del segle XX. Era coneguda, sobretot, com a soprano verista. Va debutar a Novara el 1905 i la seva carrera es va desenvolupar ràpidament al seu país natal durant els quatre anys següents. Del 1909 al 1916 va actuar amb importants companyies d'òpera als Estats Units d'Amèrica; després va actuar a molts dels teatres d'òpera més importants d'Europa i Amèrica del Sud. Des de 1917 fins a la seva retirada dels escenaris l'any 1935 va ser especialment activa al Teatre Costanzi de Roma i a la Scala de Milà. Després d'acabar la seva carrera de cantant, es va embarcar en una segona carrera com a professora de cant. La seva alumna més notable va ser la soprano italiana Renata Tebaldi.

## Educació i primera carrera a Europa
Nascuda a Càller, Melis va començar els seus estudis de veu amb la soprano dramàtica Teresina Singer a Florència. Va fer estudis posteriorment amb el baríton Antonio Cotogni a Roma, i amb Jean de Reszke a París. Va debutar en l'òpera professional l'any 1905 en el paper principal de Thaïs de Jules Massenet al Teatre Coccia de Novara. Va tenir el seu primer gran èxit l'any 1906 al Teatro San Carlo de Nàpols com l'heroïna del paper principal de l'òpera Iris de Pietro Mascagni.
L'any 1907, Melis va fer una gira a Rússia, en particular fent actuacions al Teatre Bolxoi de Moscou i al Teatre Marïinski de Sant Petersburg. Va tornar a cantar Thaïs als seus debuts al Teatre Costanzi de Roma (1907) i La Fenice de Venècia (1908). Va tornar al Teatre Costanzi el 1908 per cantar Desdèmona a l'Otello de Giuseppe Verdi, amb Giuseppe De Luca com a Iago.

## Representacions als Estats Units d'Amèrica

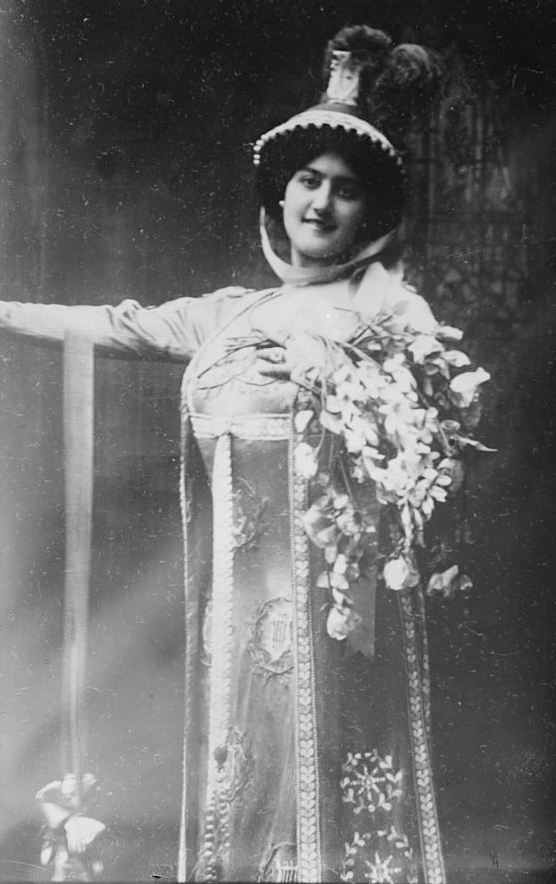
Carmen Melis

El novembre de 1909, Melis va debutar als Estats Units d'Amèrica amb la Manhattan Opera Company d'Oscar Hammerstein I, al teatre Manhattan Opera House de la ciutat de Nova York, com la protagonista de l'òpera Tosca de Giacomo Puccini. Va repetir el paper amb la companyia el mes següent, de gira a Pittsburgh. El gener de 1910 va cantar Mimì de La bohème de Giacomo Puccini i Santuzza de Cavalleria rusticana de Pietro Mascagni amb la mateixa companyia. Després va interpretar el paper de Desdèmona d'Otello el febrer de 1910, i l'abril de 1910 va interpretar el paper principal de Manon de Jules Massenet amb Enrico Caruso a l'Òpera de Manhattan. També va interpretar tots aquests papers a la Philadelphia Opera House el 1910, també amb la gestió d'Hammerstein.
El novembre de 1910, Melis va cantar el paper de Cio-Cio-San de Madama Butterfly de Puccini a l'Òpera de Manhattan, en presència del compositor. La seva actuació va impressionar a Puccini i es va convertir en un admirador de la seva veu. Puccini va ensenyar personalment a Melis el paper de Minnie de La Fanciulla del West, que va interpretar per primera vegada el 1911 amb la Boston Opera Company. Abans, havia fet el seu debut a l'Òpera de Boston el 1910 en el paper principal d'Aida de Verdi. Va cantar diversos papers més a Boston fins al 1912, incloent-hi Cio-Cio-San, Desdèmona i Mimì. També va cantar el paper d'Aida amb la Chicago Grand Opera Company a Chicago el 1911 i de gira amb la companyia a Filadèlfia el 1912.
De 1913 a 1915, Melis va fer diverses aparicions a San Francisco, incloent-hi el paper de Cio-Cio-San, Tosca i Fleana a l'estrena als Estats Units d'Amèrica de Zingari (1913) de Ruggero Leoncavallo. El 1915 es va unir a la recentment creada Associació de l'Òpera de Chicago, on va interpretar papers principalment en òperes de Verdi i Puccini al llarg d'una temporada. Va imterpretar notablement els papers titulars a les estrenes als Estats Units d'Amèrica de dues òperes, amb aquesta companyia: Déjanire de Camille Saint-Saëns (1915) i Zazà de Leoncavallo (1916). També va tenir èxit com a cantant de concert als Estats Units d'Amèrica.

## Carrera a Europa
El 1912, Melis va debutar a l'Òpera de París com a Minnie de Puccini, de La fanciulla del West, amb Caruso com a Dick Johnson. Caruso també va ser la seva parella per al seu debut el 1912 a l'Òpera de Monte-Carlo, també com a Minnie, i al Covent Garden de Londres com a Nedda de Pagliacci de Leoncavallo el 1913. Va continuar la temporada del Covent Garden (Royal Opera House) amb Aida de Verdi, també al costat d'Enrico Caruso, sota la direcció de Giorgio Polacco. També va cantar el paper de Mussetta de La bohème al Covent Garden aquella temporada, a més del paper de Maliella de I gioielli della Madonna d'Ermanno Wolf-Ferrari.
El gener de 1915 va fer la seva presentació al Teatro Real de Madrid, en paper de Tosca, amb Giulio Crimi, Josep Segura-Tallien i Concetto Paterna, sota la direcció de Gino Neri. En aquella temporada del Real de Madrid va intervenir també en Pagliacci, amb Domenico Viglione-Borghese i Giuseppe Taccani, i Cavalleria rusticana, amb Rina Agozzino, Giulio Crimi i Giovanni Lazzarini, en la funció de la premsa. El 1916 va tornar a l'Òpera de París per interpretar el paper principal de Manon Lescaut de Puccini amb Amedeo Bassi com a Des Grieux i Domenico Viglione-Borghese com a Lescaut.
El 1917, Melis va debutar a La Scala de Milà en l'estrena mundial d'Il Macigno de Víctor de Sabata, amb el tenor Ulisse Lappas i sota la direcció de l'argentí Héctor Panizza. Va tornar amb certa freqüència a La Scala fins a la dècada de 1930, sovint interpretant papers de les òperes de Puccini i Verdi.
A començaments de 1919 va tornar al Real de Madrid, cantant el paper de Cio-Cio-San de Madama Butterfly, amb Giuseppe Taccani sota la direcció de Giulio Falconi. Va cantar tres dies més tard Thaïs al Real, en la presentació al teatre del baríton Taurino Parvis, amb Antoni Cortis, sota la direcció d'Artur Saco del Valle.
A La Scala el 1924 va crear notablement el paper de Ginevra en l'estrena mundial de La cena delle beffe d'Umberto Giordano, sota la direcció d'Arturo Toscanini. El 1926 va tornar a actuar, amb gran èxit, a La Fenice de Venècia amb el tenor italià Armando Bini, a Madama Butterfly. El 1929 va fer un enregistrament complet del paper de Tosca amb Apollo Granforte com a Scarpia, l'Orquestra de La Scala i el director Carlo Sabajno. També va ser molt activa amb el Teatre Costanzi de Roma durant la dècada de 1920 i va fer nombroses aparicions com a artista convidada en els principals teatres italians fins que es va retirar dels escenaris el 1935.
Va tornar al Royal Opera House de Londres una altra i darrera vegada en la seva carrera, el 1929, per cantar el mes de juny Tosca, amb el tenor Aureliano Pertile en el paper de Cavaradosi i el baríton Giovanni Inghilleri en el paper del baró Scarpia, amb la direcció orquestral de Vincenzo Bellezzai, i dies més tard la Musetta de La bohème, amb Rosetta Pampanini en el paper de Mimì, Aureliano Pertile en el de Rodolfo i Mariano Stabile en el de Marcello, també sota la direcció de Bellezza.

## Carrera a l'Amèrica del Sud i Central
L'any 1917 va fer la seva primera gira a Buenos Aires, cantant al Teatro Colón. El maig debutava en el paper de la Mariscala de Der Rosenkavalier de Richard Strauss, en versió italiana, amb direcció de Gino Marinuzzi. Dies més tard era el torn de Tosca i de Manon. El mes d'agost va cantar el paper de Sieglinde de Die Walküre de Richard Wagner, amb Catullo Maestri, Marcel Journet, entre d'altres.
L'any 1918, Melis va participar en la temporada d'òpera de Santiago de Xile, al Teatre Municipal, en diverses produccions i sota la direcció del director d'orquestra italià-xilè Alfredo Padovani, com ara Manon de Jules Massenet, amb Pedro Navia i José Martí; Iris de Pietro Mascagni, amb Elena Lucci, Pedro Navia i Jordi Frau; La bohème, amb Pedro Navia i Taurino Parvis; Madama Butterfly, amb Elena Lucci, Paquita Rodoreda, Joan Nadal i Taurino Parvis; Thaïs, amb Taurino Parvis, en l'estrena d'aquesta òpera a Xile; Tosca, amb Joan Nadal i Taurino Parvis; i Zazà de Ruggero Leoncavallo, amb Margarita Belincori, Elena Lucci, Paquita Rodoreda, Joan Nadal i Giuseppe Danise, entre d'altres. Va tornar l'any 1919 a Santiago de Xile, per interpretar Louise de Gustave Charpentier, en la seva estrena a Xile, amb Elena Lucci, Pedro Navia i Taurino Parvis. El 1920 va tornar de nou a aquell teatre, per participar en Madama Butterfly amb Nerina Lollini, Giacomo Dammaco i Salvatori Percichetti, amb direcció de Giulio Falconi. Tornaria anys més tard, el 1926, cantant les òperes Fedora de Giordano, amb Angelo Minghetti i Giannina Cattaneo, sota la direcció de Sergio Failoni; La bohème, amb Angelo Minghetti i Oscar Moebis, també amb Sergio Failoni de director, i Tahïs, amb Armand Crabbé i direcció de Federico Del Cupolo.
El 24 de febrer de 1920, Merlis va participan en una altra estrena, ara la de l'òpera La fancilulla del West a Mèxic, amb Hipòlit Lázaro i Taurino Parvis, sota la direcció d'Alfredo Padovani.

## Professora de cant
La seva carrera d'interpretació va cessar el 1935. Melis va començar el 1941 una segona carrera, ara com a professora de cant i a la facultat del Conservatori de Pesaro, proposta pel compositor Riccardo Zandonai. Més tard va ensenyar des d'un estudi privat de Milà. La seva alumna més notable va ser la soprano Renata Tebaldi, que va atribuir a Melis una gran influència, tot afirmant: "tot el que necessitava aprendre per a l'escenari, ho vaig aprendre d'ella". També va ser la professora de Rita Orlandi-Malaspina, Adriana Maliponte i Orianna Santunione.
Melis va morir a Longone al Segrino el 1967, als 82 anys.

## Enregistraments
- Tosca completa de La Scala de 1929 amb Piero Pauli, Apollo Granforte, Giovanni Azzimonti, Antonio Gelli i Nello Palai, direcció de Carlo Sabajno, disponible en CD, VAI AUDIO, 1076–2. Originalment publicat en catorze discos, AF-337 a AF-350 de His Master's Voice (La Voz de Su Amo).[23]
- The Pupil and the Teacher és un CD d'àries de Melis i Tebaldi, a la Fono Enterprise Russa FONO 1055.
- Hi ha col·leccions més extenses d'enregistraments Carmen Melis a Tima Club 34 (dos LP) i Rococo 5259 (un LP).[24]